# ۱۰۴۳ (قمری)
۱۰۴۳ (قمری)، هزار و چهل و سومین سال در گاهشماری هجری قمری است. اول محرم این سال برابر با هشتم ژوئیه سال ۱۶۳۳ میلادی است.